# Sweet FM (Guinée)
Sweet FM Guinée est une ancienne station de radio généraliste privée basée en Guinée à Conakry. la station est surtout écoutée dans la capitale Conakry et en province grâce au satellite..
C'est la deuxième radio privée, de la chaîne de groupe Hadafo Médias,. Sweet FM est l’initiative de Lamine Guirassy, elle émet sur la 99.1 à Conakry et sur les plateforme en ligne à l'international.

## Fermeture
Le 23 mai 2024, part une décision de l'État à travers le ministère des postes et télécommunication dirigé par Fana Soumah, la licence de la radio est retirée et le 23 mai, la fréquence d'exploitation de la radio 99.1 MHz est retirée par l'ARPT.